# Jean-Daniel Nicoud
Jean-Daniel Nicoud (* 31. August 1938 in Bonvillars) ist ein Schweizer Physiker, Computerspezialist und Informatiker.

## Leben
Nicoud absolvierte ein Studium der Physik an der École polytechnique fédérale de Lausanne (EPFL), das er 1963 mit dem Diplom abschloss. Ab 1965 spezialisierte er sich auf Systeme der Logik. Er promovierte bei Professor Daniel Mange mit Thesen über spezialisierte Algorithmen und logische Systeme für die Codeumwandlung. Die Dissertation wurde im April 1970 veröffentlicht. 1973 wurde er Honorarprofessor an der EPFL. 1974 weilte er fünf Monate in den USA, wo er für die 1957 gegründete Firma Digital Equipment Corporation in Maynard (Massachusetts) tätig war und eine Variante des Smaky 4 entwickelte. Er lebt heute in Belmont-sur-Lausanne.

## Wirken
Jean-Daniel Nicoud gründete 1972 das Unternehmen DIDEL, das er zum Antritt seiner Honorarprofessur an der EPFL liquidierte. Er war bis zu seiner Emeritierung im August 2000 Honorarprofessor am Labor für Mikroinformatik LAMI des Fachbereich Informatik an der EPFL, wo er das Computersystem Smaky entwickelte. Sein Schwerpunkt waren Forschung und Veröffentlichungen zum Thema Mikroprozessor. Zusammen mit seinem Kollegen Niklaus Wirth entwickelte er die ersten Schweizer Computermäuse. Das LAMI stellte den Betrieb nach der Emeritierung des Professors Jean-Daniel Nicoud ein.